# Trò chơi video

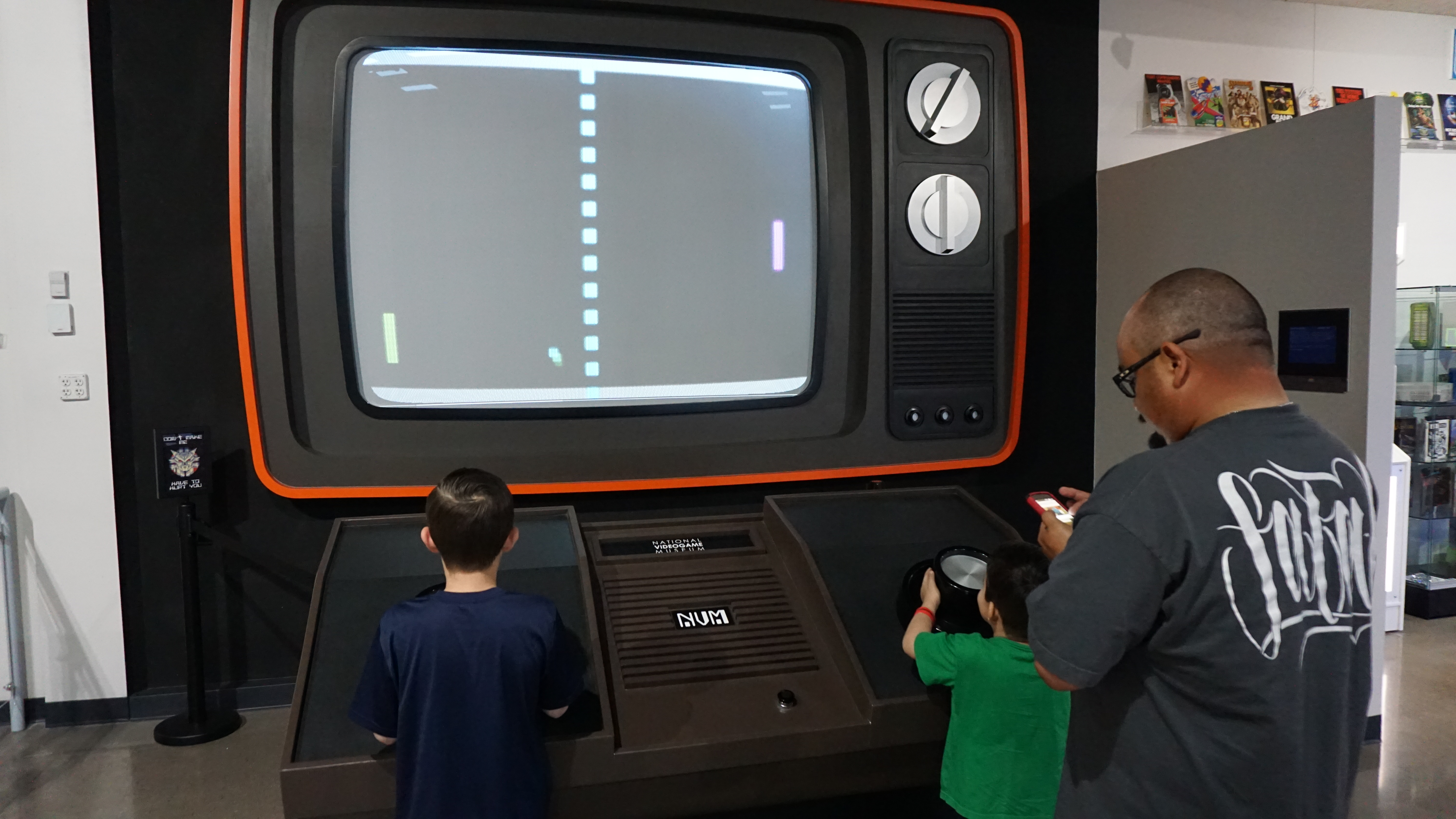
Trò chơi video Pong cỡ lớn tại Bảo tàng trò chơi điện tử quốc gia

Một trò chơi video hay video game là một trò chơi điện tử liên quan đến sự tương tác với giao diện người dùng hoặc thiết bị đầu vào – chẳng hạn như cần điều khiển, bộ điều khiển, bàn phím hoặc thiết bị cảm biến chuyển động - để tạo phản hồi trực quan. Phản hồi này xuất hiện trên thiết bị hiển thị video, chẳng hạn như TV, màn hình, màn hình cảm ứng hoặc tai nghe thực tế ảo. Trò chơi video thường được tăng cường với phản hồi âm thanh qua loa hoặc tai nghe, và đôi khi với các loại phản hồi khác, bao gồm cả công nghệ xúc giác.
Trò chơi video được xác định dựa trên nền tảng của chúng, bao gồm trò chơi arcade, trò chơi trên máy console và trò chơi trên máy tính cá nhân (PC). Gần đây hơn, ngành công nghiệp này đã mở rộng sang lĩnh vực trò chơi di động thông qua điện thoại thông minh và máy tính bảng, hệ thống thực tế ảo và thực tế tăng cường cũng như điều khiển từ xa trên đám mây. Trò chơi video được phân thành nhiều thể loại dựa trên kiểu chơi và mục đích của chúng.
Các nguyên mẫu trò chơi video đầu tiên ở thập niên 1950 và 1960 là phần mở rộng đơn giản của trò chơi điện tử sử dụng đầu ra giống như-video từ các máy tính cỡ lớn. Trò chơi video thông dụng đầu tiên là trò chơi arcade Computer Space (1971). Năm 1972 xuất hiện trò chơi arcade nổi tiếng mang tính biểu tượng là Pong, và máy chơi trò chơi điện tử tại gia đầu tiên, Magnavox Odyssey. Ngành công nghiệp đang phát triển nhanh chóng bị ảnh hưởng bởi sự sụp đổ của thị trường trò chơi điện tử Bắc Mỹ vào năm 1983 do mất quyền kiểm soát xuất bản và thị trường bị bão hòa. Sau sự cố, ngành công nghiệp này đã trưởng thành, các công ty Nhật Bản như Nintendo, Sega, và Sony dần thống trị. Họ thiết lập ra các phương pháp thực hành và công thức thực tiễn xung quanh việc phát triển cũng như phân phối trò chơi video, nhằm ngăn chặn sự cố tương tự trong tương lai, nhiều công ty tiếp tục tuân theo điều đó. Ngày nay, việc phát triển trò chơi video đòi hỏi nhiều kỹ năng khi đưa một trò chơi ra thị trường, bao gồm nhà phát triển, nhà xuất bản, nhà phân phối, nhà bán lẻ, máy chơi game, các nhà sản xuất bên thứ ba và các vai trò khác.
Trong thập niên 2000, ngành công nghiệp cốt lõi tập trung vào các trò chơi bom tấn "triple-A", để lại rất ít chỗ cho các trò chơi mang tính thử nghiệm, mạo hiểm hơn. Cùng với Internet và phân phối kỹ thuật số, tất cả cùng nhau tạo chỗ cho việc phát triển trò chơi điện tử độc lập (hoặc trò chơi độc lập), giúp nó để trở nên nổi bật vào thập niên 2010. Kể từ đó, tầm quan trọng về mặt thương mại của ngành công nghiệp trò chơi điện tử ngày càng tăng. Các thị trường châu Á mới nổi và trò chơi di động trên điện thoại thông minh nói riêng đang thay đổi nhân khẩu học của người chơi theo hướng chơi trò chơi phổ thông và tăng khả năng kiếm tiền bằng cách kết hợp trò chơi như một dịch vụ. Tính đến năm 2020, thị trường trò chơi video toàn cầu có doanh thu hàng năm ước tính là 159 tỷ đô la Mỹ đến từ phần cứng, phần mềm và dịch vụ. Con số này gấp ba lần quy mô của ngành công nghiệp âm nhạc toàn cầu năm 2019 và gấp bốn lần so với quy mô của ngành công nghiệp điện ảnh năm 2019.

## Lịch sử
Các trò chơi video thời kỳ đầu sử dụng các thiết bị tương tác điện tử với các định dạng hiển thị khác nhau. Mẫu đầu tiên là từ năm 1947- một "thiết bị giải trí bằng ống bắn tia âm cực (CRT-Cathode ray tube)" được Thomas T. Goldsmith Jr. và Estle Ray Mann xin cấp bằng sáng chế vào ngày 25 tháng 1 năm 1947 và đã được duyệt vào ngày 14 tháng 12 năm 1948, là sáng chế của Mỹ số 2.455.992
. Lấy cảm hứng từ màn hình radar công nghệ cao, nó bao gồm một thiết bị analog cho phép người dùng kiểm soát một vector vẽ chấm trên màn hình để mô phỏng một tên lửa được bắn vào các mục tiêu, được vẽ cố định trên màn hình.
Các nguyên mẫu khác bao gồm:
- Máy tính NIMROD (thiết kế chỉ để chơi game) vào năm 1951 tại Lễ hội nước Anh
- OXO một game đánh cờ caro trên máy tính EDSAC của Alexander S. Douglas vào năm 1952
- Tennis for Two, một game tương tác thiết kế bởi William Higinbotham vào năm 1958

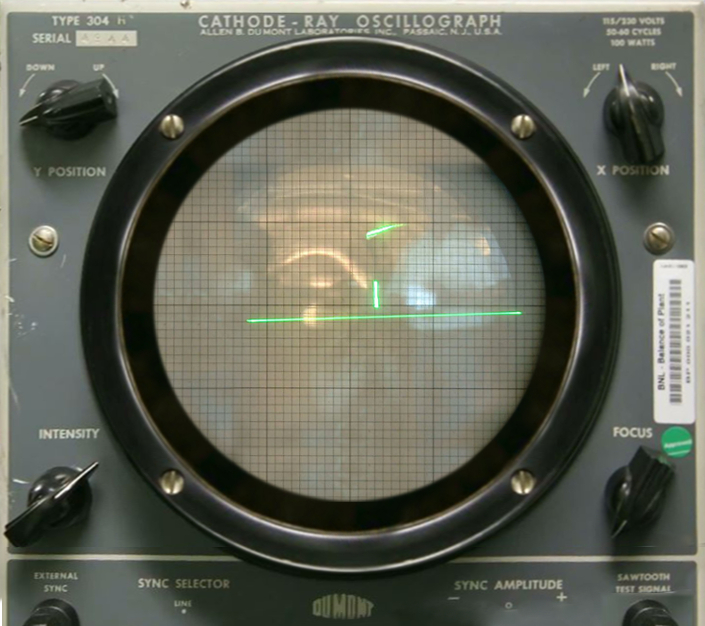
Trò chơi Tennis for Two với màn hình hiển thị là một dao động ký

- Spacewar!, viết bởi các sinh viên của Học viện Công nghệ Massachusetts: Martin Graetz, Steve Russell, và Wayne Wiitanen trên chiếc máy tính DEC PDP-1 vào năm 1961.

Mỗi game trên đều sử dụng các cách khác nhau để hiển thị: NIMROD sử dụng một bảng đèn để chơi trò NIM, OXO sử dụng một màn hình hiển thị 35x16 điểm ảnh để chơi. Tennis for Two thì dùng dao động ký để hiển thị góc nhìn bên cạnh của sân tennis, và Spacewar! dùng hệ hiển thị vectơ để vẽ 2 tàu không gian chiến đấu với nhau.
Vào năm 1971, Computer Space, tạo ra bởi Nolan Bushnell và Ted Dabney, là hệ máy chơi game dùng tiền xu (hệ acarde) đầu tiên được thương mại hóa. Nó sử dụng một tivi đen trắng để hiển thị, và hệ thống máy tính làm từ thế hệ mạch tích hợp bóng bán dẫn 7400. Năm 1973, bộ phim khoa học viễn tưởng Soylent Green đã dựa trên đặc tính của trò chơi này. Computer Space còn trở thành game cho hệ máy console gia dụng đầu tiên: Magnavox Odyssey(mẫu thiết kế hoàn chỉnh từ mẫu nguyên bản của Ralph H. Baer phát triển từ cuối những năm 60 với tên gọi hộp nâu) vào năm 1972. Tiếp theo đó là hai phiên bản trên hai hệ máy của trò Pong (hãng Atari phát hành), một bản trên hệ máy arcade vào năm 1972 và một bản cho hệ console gia dụng vào năm 1975. Thành công thương mại của trò chơi Pong dẫn đến rất nhiều các công ty phát triển các bản sao của trò này trên các hệ máy của mình- sự sinh sôi của ngành công nghiệp game.

## Tổng quan

### Hệ máy
Thuật ngữ "hệ máy" đề cập đến sự kết hợp đầy đủ giữa hệ thống điện tử hay phần cứng máy tính với hệ phần mềm cấp thấp (cấp cơ bản) để có thể vận hành một trò chơi video. Thuật ngữ "hệ thống" cũng hay được sử dụng. Cũng như bây giờ, các hệ máy chơi game cũng được biết với cái tên next "gen" consoles (thế hệ console tiếp theo).

#### PC
Thông thường, việc dùng từ game PC nghĩa rằng người chơi sử dụng một máy tính cá nhân kết nối với một màn hình có độ phân giải cao. Tính mở cho phép một số tính năng cho các nhà phát triển để giảm chi phí phần mềm, tăng tính linh hoạt, đổi mới, cạnh tranh, tạo các bản chỉnh sửa ("mod"), mở lưu trữ để chơi trực tuyến (trong đó người chơi game với những người ở những nơi khác).

#### Console
Một game console sẽ được chơi trên một hệ máy chuyên dụng kết nối với một tivi thông thường hoặc một màn hình tích hợp các chân cắm chuyên dụng.

#### Máy chơi game cầm tay
Máy chơi game cầm tay là một thiết bị dùng để chơi game chứa tất cả các linh kiện cần thiết như màn hình hiển thị, phần cứng, phần mềm cốt lõi,... vừa với tay người sử dụng và tiện mang theo. Phần cứng của nó thường yếu hơn phần cứng của PC hoặc console. Một số máy cầm tay từ cuối những năm 1970 và đầu những năm 1980 chỉ có thể chơi được một trò. Trong những năm 1990 và 2000, một số trò chơi trên hệ này đã sử dụng hộp ROM, cho phép máy cầm tay có thể chơi nhiều trò khác nhau.

#### Arcade
Game arcade thường được hiểu là một game chơi trên một hệ máy thậm chí còn chuyên dụng hơn với các thiết bị điện tử thiết kế chỉ để chơi một game duy nhất và được đóng trong một thùng riêng biệt và chỉ được chơi khi bỏ xu vào. Sự chuyên dụng này không phải lúc nào cũng rõ ràng vì có thể có những trò chơi mà dành cho nhiều hệ máy. Hơn nữa, có những hệ máy để chơi trò chơi mà không phải là trò chơi video như trong trường hợp của hệ máy arcade (trò bắn bóng Pinball chơi trên chiếc máy thùng cồng kềnh với bóng thật và các nút bấm cơ học).

#### Trình duyệt web
Trình duyệt web cũng đã tự thiết lập hệ riêng vào những năm 2000, cung cấp môi trường đa nền tảng thiết kế các trò chơi video để chơi trên nhiều nền tảng. Đổi lại, điều này đã tạo ra các điều khoản mới để đạt điều kiện xếp loại trò chơi trên trình duyệt web. Các trò này có thể được xác định dựa trên trang web mà chúng có mặt, chẳng hạn như với các trò chơi trên "Miniclip". Những trò khác được đặt tên dựa trên nền tảng lập trình được sử dụng để phát triển chúng, chẳng hạn game Java và game Flash.

#### Thiết bị di động
Với sự ra đời của các hệ điều hành tiêu chuẩn cho các thiết bị di động như iOS và Android và các thiết bị có phần cứng mạnh hơn, game trên thiết bị di động đã trở thành một nền tảng quan trọng. Các trò chơi này có thể sử dụng các tính năng độc đáo của thiết bị di động mà không cần thiết có mặt trên các hệ khác, chẳng hạn như GPS và thiết bị camera để hỗ trợ trò chơi. Các game di động cũng dẫn đến sự phát triển của các giao dịch vi mô như một mô hình doanh thu hợp lệ cho các trò chơi thông thường.

#### Thực tế ảo
Các trò chơi thực tế ảo (VR game) thường yêu cầu người chơi sử dụng một thiết bị đặc biệt gắn trên đầu có màn hình lập thể, máy theo dõi chuyển động để đưa người chơi vào môi trường ảo phản ứng với chuyển động đầu của họ. Một số hệ thống VR bao gồm các đơn vị điều khiển cho tay người chơi để cung cấp cách thức tương tác trực tiếp với thế giới ảo. Các hệ thống VR thường yêu cầu một máy tính, console hoặc thiết bị xử lý riêng khác để kết hợp với thiết bị gắn trên đầu.

### Thể loại
Một trò chơi video, như hầu hết các thể loại phương tiện thông tin khác, sẽ được chia thành các thể loại dựa trên nhiều yếu tố như lối chơi, loại mục tiêu, phong cách hình ảnh (hoạt hình hay mô phỏng) và các loại khác... Bởi vì các thể loại còn tùy thuộc vào việc định nghĩa nội dung, các thể loại cũng dần thay đổi và phát triển khi các phong cách mới của trò chơi video ra đời. Khi các tiến bộ công nghệ và các sản phẩm có giá trị liên quan đến việc phát triển trò chơi video ra đời đã khích lệ các game càng giống thực và phức tạp hơn nên có khả năng các thể loại mới xuất hiện càng nhiều (ví dụ: nuôi thú ảo), thúc đẩy ranh giới trong cách chơi của các game hiện tại hoặc trong một số trường hợp thêm các cách chơi mới (như đã thấy với các thiết bị thiết kế đặc biệt như EyeToy của Sony). Một số thể loại xuất hiện là sự kết hợp của các thể loại khác, như các game nhập vai trực tuyến nhiều người chơi (MMORPG). Cũng thường thấy các thể loại cấp cao hơn mà tổng hợp các đặc tính dựa trên các thể loại khác như hành động kết hợp với âm nhạc, hoặc kết hợp với yếu tố kinh dị trong game.

#### Chuỗi khối
Một nền tảng mới của trò chơi video đã xuất hiện vào cuối năm 2017, trong đó người dùng có thể sở hữu tài sản trong trò chơi (tài sản kỹ thuật số) bằng cách sử dụng công nghệ Blockchain. Một ví dụ đó là Cryptokitties.

### Phân loại

#### Game cốt lõi
Nhìn chung, thảo luận về game trên báo chí và chính trị chỉ xoay quanh các tựa game của game cốt lõi; bao gồm trò chơi video phát triển để chơi trên máy tính cá nhân, hệ console và hệ cầm tay.
Game cốt lõi thường được xác định bởi cường độ của chúng, chiều sâu của lối chơi hay quy mô của sản phẩm liên quan đến quá trình tạo game và có thể bao gồm các game trên một phổ rộng các thể loại. Ví dụ dòng game Bit.Trip trên hệ thống mạng WiiWare, dòng Fallout cho PC và hệ console hay LittleBigPlanet cho hệ PS3, tất cả đều nằm trong phân loại game cốt lõi. Game cốt lõi đôi khi được xem xét ở góc độ lối chơi khá phức tạp và thường không hấp dẫn các người chơi thông thường (người chơi game để giải trí).

#### Game casual
Casual games (game đơn giản) có cái tên này do tính dễ dàng tiếp cận của chúng, lối chơi dễ hiểu và nắm bắt quy luật chơi nhanh chóng. Thêm vào đó, các game casual thường hỗ trợ khả năng tham gia vào và thoát ra nhanh theo yêu cầu. Game casual là một thể loại tồn tại rất lâu trước khi thuật ngữ xuất hiện và bao gồm cả các game như Solitaire hay Minesweeper mà thường thấy cài đặt sẵn trong các hệ điều hành Windows của Microsoft.
Thí dụ cho thể loại này như là tìm vật ẩn, câu đố, quản lý thời gian, xếp hình-tetris hoặc rất nhiều các thể loại game chiến thuật chạy trên nền flash khác. Game casual thường được bán qua các dịch vụ bán lẻ trên mạng như PopCap, Zylom và GameHouse hoặc cung cấp miễn phí qua các trang web như Newgrounds hay AddictingGames.
Trong khi hầu hết các game casual chơi trên máy vi tính, điện thoại động hay PDA, chúng cũng có mặt rất nhiều trên các hệ thống dịch vụ download trực tuyến dành riêng cho các hệ máy console (ví dụ Xbox Live, PlayStation Network, hay WiiWare).

#### Game nghiêm túc
Game nghiêm túc là những game được thiết kế chủ yếu để truyền đạt thông tin hoặc để học hỏi kinh nghiệm nào đó cho người chơi. Một số game nghiêm túc thậm chí không đủ điều kiện là một trò chơi video theo ý nghĩa truyền thống của thuật ngữ. Ngoài ra, phần mềm giáo dục không hẳn đã thuộc thể loại game này (ví dụ phần mềm hướng dẫn đánh máy, học ngoại ngữ, v.v...) và sự khác biệt chính sẽ dường như dựa trên mục đích chính của tiêu đề cũng như độ tuổi mà phần mềm hướng tới. Như với các thể loại khác, sự mô tả này giống một hướng dẫn hơn là một quy định.
Game nghiêm túc là các game thường làm ra với các mục đích ngoài giải trí đơn thuần. Và như game nòng cốt và game casual, game nghiêm túc có thể bao gồm hoạt động ở bất kỳ thể loại nào, mặc dù một số thể loại như game luyện tập, game giáo dục, hay game tuyên truyền có thể có mặt nhiều hơn trong nhóm game nghiêm túc do mục đích chuyên môn của chúng. Có những game thường được thiết kế để chơi bởi một chuyên gia như một phần của một công việc cụ thể hoặc để tăng cường kỹ năng. Chúng cũng có thể được tạo ra để truyền đạt nhận thức chính trị xã hội trên một phương diện cụ thể.
Một trong những game nghiêm túc có thương hiệu lâu đời nhất có lẽ là Microsoft Flight Simulator (game mô phỏng lái máy bay) lần đầu phát hành vào năm 1982 với tên này. Quân đội Mỹ sử dụng game mô phỏng thục tế ảo này để làm bài tập huấn luyện, cùng với đó là sự phát triển một số lớn các phần hỗ trợ bay khác như lái máy bay cảnh sát, máy bay chiến đấu, máy bay y tế. Một ví dụ về môi trường của một phần mềm không phải game nhưng lại được sử dụng như một nền tảng để phát triển các game nghiêm túc là thế giới ảo của Second Life, đang được sử dụng bởi một số các đơn vị của chính phủ Mỹ (vd:NOAA, NASA, JPL), các trường đại học (vd:Đại học Ohio, MIT) cho giáo dục và các chương trình học tập từ xa và cả trong kinh doanh (như IBM, Cisco Systems) cho các cuộc họp và huấn luyện.
Chiến thuật truyền thông trong các trò chơi video đóng một vai trò quan trọng trong việc đưa ra một tuyên bố hay truyền đạt một thông điệp về các vấn đề quan trọng liên quan. Điều này cho phép hình thức truyền thông cho một đối tượng rộng lớn hơn để có thể nhận và tiếp cận với thông tin nhất định mà nếu không thì có thể nó đã không phổ biến đến như vậy. Một ví dụ về chiến thuật truyền thông trong trò chơi video là thể loại game tin tức (hay game thời sự). Đây là những trò chơi ngắn liên quan đến các sự kiện đương đại được thiết kế để minh họa một quan điểm. Ví dụ, TAKE ACTION là một tập hợp studio làm game mà được đồng sáng lập bởi Susana Ruiz và đã thành công mạnh mẽ với thể loại game nghiêm túc. Một số game thể loại này bao gồm Darfur is Dying, Finding Zoe, và In The Balance. Tất cả các game này mang lại nhận thức về các vấn đề hay sự kiện quan trọng bằng một cách thông minh và sáng tạo.

#### Game giáo dục
Vào ngày 23/9/2009, Tổng thống Mỹ Barack Obama đã phát động chiến dịch "Giáo dục để Đổi mới" (Educate to Innovate) nhằm nâng cao kỹ năng khoa học, công nghệ, kỹ thuật và toán học của sinh viên Mỹ. Chiến dịch này tuyên bố rằng nó có kế hoạch để khai thác sức mạnh của các trò chơi tương tác nhằm tiếp cận hàng triệu sinh viên trong các năm tới, tạo cảm hứng cho họ trở thành các nhà sáng chế và phát minh thế hệ tiếp theo. Chiến dịch này đã tạo ra nhiều cơ hội mới cho lĩnh vực trò chơi video và đã đóng góp nhiều cuộc thi mới như Stem National trò chơi video Competition, Imagine Cup. Các cuộc thi này đều là các sự kiện tập trung vào cùng một vấn đề là có thể sử dụng trò chơi video như một phương thức truyền thông mới nhằm giáo dục và truyền bá kiến thức. www.NobelPrize.org sử dụng các trò chơi để lôi kéo người dùng tìm hiểu về thông tin liên quan đến những thành tựu của giải Nobel trong khi đang tận hưởng sự vui vẻ từ các trò chơi.

## Phát triển

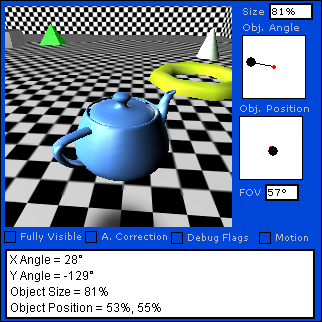
Các nhà phát triển sử dụng các công cụ khác nhau nhằm tạo ra trò chơi video, hình trên đây là một trình biên tập dùng để tinh chỉnh hệ thống camera ảo.

Phát triển trò chơi video và tác quyền, như các ngành giải trí khác, thông thường là một lĩnh vực liên ngành. Các nhà phát triển trò chơi video, như cách gọi phổ biến trong ngành công nghiệp, chủ yếu bao gồm các lập trình viên và các nhà thiết kế đồ họa. Qua nhiều năm,với sự mở rộng ngành công nghiệp này, nó bao gồm hầu hết mọi loại kỹ năng mà có thể thấy để làm một bộ phim hoặc chương trình tivi, bao gồm thiết kế âm thanh, âm nhạc, và các loại kỹ thuật khác; và cũng đồng thời có những kỹ năng chuyên ngành cho trò chơi video, như thiết kế game v.v... Tất cả đều được quản lý và điều hành bởi nhà sản xuất.
Thời kỳ đầu của ngành công nghiệp game, thông thường thì chỉ có một người thực hiện tất cả vai trò cần thiết để tạo ra một game. Nhưng với các hệ máy ngày càng phức tạp và mạnh mẽ hơn, thì cần các đội ngũ phát triển lớn hơn để thiết kế hết được các phần như đồ họa, lập trình, kỹ thuật điện ảnh.... Điều này không có nghĩa là thời kỳ một người làm toàn bộ một game đã kết thúc, vẫn có thể thấy các game do một người làm ở thị trường các game casual và các game cho hệ máy cầm tay -nơi các game nhỏ hơn đang phổ biến do giới hạn phần cứng như giới hạn RAM hay thiếu khả năng dựng hình 3D chuyên dụng trên hệ máy đó(ví dụ như điện thoại di động hay PDA).
Với sự lớn mạnh về quy mô của các đội ngũ phát triển trong ngành công nghiệp, vấn đề kinh tế cũng tăng theo. Các studio phát triển game cần tiền đủ để trả một mức lương cạnh tranh với studio khác cho các nhân viên để thu hút và giữ lại các tài năng lớn của mình, trong khi các nhà phát hành lại không ngừng tìm kiếm cách giữ mức giá thấp để nhằm duy trì lợi nhuận với khoản đầu tư của họ. Thông thường, một đội ngũ phát triển game trên hệ console có thể có số lượng người nằm trong khoảng từ 5 tới 50, có lúc còn lên đến 100. Tháng 5/2009, dự án game Assasin's Creed II còn công bố đội ngũ phát triển của mình lên tới 450. Sự tăng trưởng về quy mô của đội ngũ phát triển kết hợp với áp lực lớn khi phải hoàn thành dự án kịp ra thị trường đồng thời áp lực giảm bớt chi phí sản xuất đã dẫn đến sự ra đời của hàng loạt các sản phẩm game phải lùi ngày phát hành hoặc phát hành thiếu hoàn chỉnh.

### Chỉnh sửa game (Modifications)
Rất nhiều các game sản xuất cho hệ PC được thiết kế với tiêu chí cho phép người sử dụng được chỉnh sửa game. Những bản chỉnh sửa (mod) này có thể tăng thêm khả năng chơi lại và sự thú vị cho game. Các hãng phát triển nổi tiếng như id Software, Valve Software, Crytek, Bethesda, Epic Games và Blizzard Entertainment đưa game của họ với một số công cụ đã dùng để phát triển game đó, kèm theo một hướng dẫn để hỗ trợ các nhà phát triển các bản mod (phần lớn là các game thủ yêu thích game). Mạng Internet cung cấp một nơi không tốn kém để quảng cáo và phân phối các bản chỉnh sửa, và chúng cũng có thể là yếu tố đóng góp vào thành công của game. Có thể thấy rất rõ việc các bản mod khiến game trở nên phổ biến như trường hợp của Counter-Strike là bản chỉnh sửa của Half-Life.

### Gian lận trong game(Cheating)
Gian lận trong game có thể liên quan đến mã gian lận và các điểm ẩn giấu được thực hiện trong quá trình làm game, các mã chỉnh sửa được làm bởi bên thứ ba, hoặc người chơi khám phá ra một lỗi phần mềm nào đó. Việc chỉnh sửa được tạo điều kiện bởi gian lận trong phần cứng hoặc bởi một người được đào tạo về phần mềm. Gian lận thường làm game dễ hơn bằng việc cung cấp một số lượng không hạn chế các tài nguyên trong game, ví dụ như vũ khí, máu, đạn dược hay các loại khác; hoặc có thể các khả năng đặc biệt như đi xuyên tường. Các loại gian lận khác có thể cho phép truy cập tới những cấp độ không thể chơi được theo cách thông thường hoặc cung cấp các tính năng bất thường hay gây cười, như thay đổi màu sắc hoặc hiển thị hình ảnh trong game.

### Trục trặc trong game (Glitch)

Ví dụ về lỗi màu sắc trong game Ultimate Mortal Kombat 3

Các lỗi phần mềm nếu không được phát hiện bởi những người kiểm tra phần mềm sẽ có thể tồn tại trong các bản phát hành chính thức của game. Điều này thường hay xảy ra vì phần lớn các trục trặc này chỉ xuất hiện dưới những điều kiện bất thường trong game, được coi là quá nhỏ để sửa lại, hoặc bởi vì game phải phát triển nhanh để kịp thời hạn phát hành. Các trục trặc có thể chỉ là những lỗi nhỏ về hình ảnh cho tới các lỗi nghiêm trọng như xóa hoàn toàn phần lưu game hoặc gây ra sự cố trong khi chạy game. Phần lớn các trường hợp nhà phát hành sẽ tung ra các bản cập nhật(hay gọi là patch- bản vá lỗi) để sửa các trục trặc. Đôi khi, trục trặc lại có lợi cho người chơi, chúng thường được gọi là các exploits-khám phá mới.

## Lý thuyết
Mặc dù ngành khoa học máy tính đã nghiên cứu các khía cạnh kỹ thuật của trò chơi video trong nhiều năm, các lý thuyết xem xét game dưới góc độ là một phương tiện nghệ thuật gần đây tương đối phát triển trong các ngành khoa học nhân văn. Hai lĩnh vực mới nổi dễ nhận thấy nhất thuộc ngành nghiên cứu game là ludology (ngành nghiên cứu game dưới các góc độ xã hội, nhân văn và công nghệ, cũng như cả ngành công nghiệp) và narratology (ngành nghiên cứu game về cách mô tả hay thể hiện trong game ảnh hưởng đến nhận thức con người như thế nào). Các nhà nghiên cứu theo hướng narratology tiếp cận game video dưới góc độ mà Janet Murray gọi là "Cyberdrama". Có nghĩa rằng mối quan tâm chính của họ với trò chơi video như là một phương tiện kể chuyện, mà xuất hiện trong tương tác giả tưởng. Murray coi trò chơi video giống như Holodeck, một phần công nghệ hư cấu từ loạt phim Star Trek, tranh cãi xem trò chơi video như là một môi trường mà trong đó chúng ta trở thành một người khác, và hành động trong một thế giới khác. Cách hình dung này về trò chơi video sớm nhận được sự chấp nhận rộng rãi, và là nền tảng cho các dạng phim như Tron, eXistenZ, và the Last Starfighter.
Các nhà nghiên cứu theo hướng ludology phá bỏ mạnh mẽ và hoàn toàn ý tưởng trên. Ngành này tranh luận rằng trò chơi video đầu tiên và trên hết chỉ là một dạng trò chơi, mà phải được hiểu theo quy tắc, giao diện, và các khái niệm của cách chơi mà nó đưa ra. Espen J. Aarseth nói rằng, mặc dù các game gần đây có nội dung, nhân vật, và các khía cạnh kể chuyện truyền thống như phim hay văn chương, nhưng các khía cạnh này chỉ để bổ sung cho lối chơi. Ví dụ, Aarseth chỉ trích rằng sự chú ý rộng rãi của công chúng mà các nhà narratology đưa ra với nhân vật nữ chính của dòng game Tomb Raider, nói rằng "hình dáng cơ thể của nàng Lara Croft, đã được phân tích quá kỹ lưỡng bởi các nhà nghiên cứu lý thuyết điện ảnh, hoàn toàn không liên quan tới tôi với tư cách là người chơi, bởi vì một hình dáng cơ thể khác đi cũng sẽ không làm cho tôi có cách chơi khác đi... Khi tôi chơi, tôi thường không nhìn cơ thể cô ấy, mà là nhìn thông qua nó." Đơn giản là các nhà nghiên cứu theo hướng ludology bác bỏ lý thuyết nghệ thuật truyền thống bởi vì họ cho rằng tính chất nghệ thuật và tính chất xã hội liên quan đến chất lượng của một trò chơi quyết định chủ yếu bởi cơ sở thiết lập các quy tắc, nhu cầu, và sự kỳ vọng của người chơi.
Trong khi rất nhiều trò chơi dựa vào các nguyên lý nổi bật(các cơ cấu phức tạp được hình thành từ các thành phần tương đối đơn giản), trò chơi video thường đưa ra các thế giới mô phỏng nơi mà các hành vi nổi bật xảy ra trong bối cảnh của trò chơi. Thuật ngữ "emergent narrative" (tường thuật nổi bật) được sử dụng để mô tả điều này, trong một môi trường mô phỏng, cốt truyện có thể tạo ra đơn giản chỉ bởi " điều gì sẽ xảy ra với người chơi." Tuy nhiên, hành vi nổi bật không bị giới hạn trong các trò chơi phức tạp. Thông thường, bất cứ đâu có sự kiện xảy ra (định hướng cho trí tuệ nhân tạo xuất hiện trong game) thì các hành vi nổi bật sẽ tồn tại. Ví dụ, tại một game đua xe nơi mà các xe được lập trình để tránh va chạm, và chúng sẽ phải đối mặt với chướng ngại vật trên đường đua: các chiếc xe sau đó có thể điều khiển để tránh chướng ngại vật để làm chậm cho những chiếc xe sau nó và/hoặc điều chỉnh hướng cho thích hợp với những chiếc xe phía trước và các trở ngại. Lập trình viên sẽ không bao giờ viết một đoạn mã lập trình đặc biệt để tạo ra một điểm ách tắc giao thông hoàn toàn, điều này chưa từng xuất hiện trong game.

## Các khía cạnh xã hội

### Đối tượng
Tháng 11 năm 2005, đã có một cuộc khảo sát với 2000 game thủ thông thường tại Mỹ, cho thấy rằng thị trường game ở Mỹ khá đa dạng. Nhóm tuổi ở các game thủ nam giới đã mở rộng đáng kể lên nhóm tuổi 25-40. Với các game dạng câu đố đơn giản trên mạng và các game đơn giản trên điện thoại di động, gần như không có sự phân chia giới tính giữa các game thủ. Phụ nữ cũng bị thu hút bởi các game trực tuyến nhiều người chơi nơi mà có nhiều trải nghiệm xã hội. Gần đây hơn đã có sự tăng đáng kể số lượng game thủ nữ giới tiếp xúc tích cực với các thể loại game truyền thống được coi là dành cho các game thủ nam giới(ví dụ: bắn súng góc nhìn thứ nhất). Theo đánh giá của ESRB: gần 41% các game thủ chơi game bằng PC là phụ nữ.
Khi so sánh môi trường ngày hôm nay của ngành công nghiệp game với 20 năm trước, phụ nữ và rất nhiều người trưởng thành đã sử dụng sản phẩm game nhiều hơn. Trong khi thị trường cho lứa tuổi teen và người gần trưởng thành vẫn là một thị trường lớn, đó là nhóm nhân khẩu học khác đã được tăng trưởng đáng kể. Trong năm 2008, một game thủ Mỹ đã chơi game trung bình 12 năm, và bây giờ, tính trung bình thì anh ta khoảng 35 tuổi.

### Game chơi mạng nhiều người (multiplayer)
Trò chơi video có truyền thống là một trải nghiệm xã hội. Game chơi mạng nhiều người là những game có thể chơi cả trong các cuộc thi đấu, đôi khi là thể thao điện tử, hoặc cả trong các game cần sự hợp tác bằng cách sử dụng hai hay nhiều thiết bị đầu vào, hay bởi "ghế nóng" (ghế cho người chơi lần lượt trong các trò chiến thuật theo luợt). Tennis for Two, game được cho là trò chơi video đầu tiên, đã hỗ trợ 2 người chơi, cũng như game kế thừa của nó là:Pong. Game console được thương mại hóa đầu tiên: Magnavox Odyssey, đã có sẵn 2 bộ điều khiển đầu vào (tay cầm).
Kể từ đó, phần lớn các hệ máy console thường đi kèm hai hoặc bốn tay cầm điều khiển. Một số còn có khả năng mở rộng tới 4,8 hay thậm chí là 12 tay cầm với các bộ chia thêm vào, như hệ máy Multitap. Các game acarde hỗ trợ chơi nhiều người thường có thể chơi từ 2 cho tới 4 người, đôi khi có thể gập màn hình ra phía sau để có một góc nhìn trên-dưới cho phép người chơi ngồi đối diện với nhau.
Rất nhiều game máy tính thời kỳ đầu cũng dựa trên tính năng hỗ trợ nhiều người chơi dựa trên hệ console. Hệ thống máy tính cá nhân từ các hãng Atari và Commodore đều thường có ít nhất 2 cổng kết nối tay cầm chuyên dụng cho game. Nền tảng game trên máy tính cá nhân bắt đầu với khả năng chơi nhiều người thấp hơn hệ console bởi vì giới hạn công nghệ. Các máy tính cá nhân về sau thường chỉ còn một hay thậm chí không có cổng kết nối tay cầm chơi game chuyên dụng nữa. Game chơi qua mạng vào thời điểm này thường hạn chế chỉ trong các game phiêu lưu bằng chữ (hay game Mud)nơi người chơi phải chơi qua các máy chủ chuyên dụng. Nguyên nhân là do các modem tốc độ chậm thời đó, và sự đắt đỏ liên quan đến việc sử dụng một máy tính trực tuyến để làm một máy chủ nơi nhiều người có thể sử dụng. Tuy nhiên với sự ra đời và phổ biến rộng rãi của hệ thống mạng nội bộ (LAN) và nền tảng tương thích Internet trực tuyến, số lượng người chơi trong một game ngày nay có thể tới 32 người hoặc hơn,và có thể hỗ trợ cả tính năng nói chuyện bằng âm thanh và/hoặc chữ viết. Game trực tuyến nhiều người chơi có thể cung cấp một số lượng cực lớn các nhân vật mô phỏng; trò Eve Online đã lập kỷ lục với 54,446 người chơi trên một máy chủ vào năm 2010.

### Lợi ích
Đã có bằng chứng chứng minh rằng những người chơi game hành động có sự phối hợp tay-mắt và khả năng điều chỉnh cơ thể, như là khả năng chống bị phân tâm, sự nhạy cảm trong tầm nhìn ngoại vi và kỹ năng đếm nhanh các vật thể tốt hơn là người không chơi game. Các nhà nghiên cứu chỉ ra rằng các khả năng đó có thể được nâng cao là do quá trình chơi các game hành động, bao gồm việc phải liên tục chuyển sự chú ý của người chơi vào các vị trí và vật thể khác nhau, điều này không xảy ra với các game chỉ cần tập trung vào một vật thể duy nhất. Đã có một vài nghiên cứu chỉ ra rằng game online /offline (trực tuyến và không trực tuyến) có thể được sử dụng như một công cụ trị liệu trong điều trị các vấn đề sức khỏe tâm thần khác nhau.
Trong một cuốn sách của Steven Johnson, tựa đề Everything Bad Is Good for You (mọi thứ có hại đều tốt cho bạn), lập luận rằng video games trên thực tế yêu cầu người chơi còn cao hơn cả dạng trò chơi cờ tỉ phú truyền thống. Để trải nghiệm trò chơi, người chơi phải xác định các nhiệm vụ, cũng như cách để hoàn thành nó. Họ phải học cách điều khiển game và hiểu giao diện người dùng của game đó, bao gồm bảng danh mục (menu) và các thanh trạng thái trong game (như lượng máu, đạn dược, tốc độ, cấp độ...). Trên cả những kỹ năng đó, mà về sau đôi khi trở thành kỹ năng khá cơ bản và được thừa nhận bởi hầu hết các game, trò chơi video còn dựa trên cách người chơi định hướng (và thậm chí là làm chủ) một hệ thống hết sức phức tạp với vô số các sự biến đổi. Điều nay yêu cầu một khả năng phân tích mạnh mẽ, cũng như sự linh hoạt và khả năng thích ứng nhanh chóng. Steven cũng lập luận rằng quá trình của việc học các giới hạn, việc ghi điểm trong game, và cách điều khiển của một game thường đòi hỏi chức năng các vùng nhận thức khác nhau trong não rất cao. Thực tế, phần lớn các game yêu cầu một sự tập trung chú ý cao độ từ người chơi, và trái ngược với quan niệm phổ biến rằng trò chơi video chỉ mang lại sự thỏa mãn tức thời, nó thực ra mang lại sự hài lòng lâu hơn nhiều so với các dạng giải trí khác như phim hay thậm chí là nhiều cuốn sách. Một số nghiên cứu còn dự đoán rằng game thậm chí tăng cường năng lực chú ý của người chơi.
Các nguyên tắc rút ra từ trò chơi video đã được xác định như là một kỹ thuật có thể áp dụng để cải cách hệ thống giáo dục ở Mỹ, cho thấy rằng game thủ tiếp nhận một quan điểm trong khi chơi với một sự tập trung cao độ, họ không nhận ra rằng mình đang học, và nếu có thể áp dụng cách thức này ở trường học, giáo dục sẽ được hưởng những lợi ích đáng kể. Học sinh sẽ được "học mà chơi" khi chơi trò chơi video mà vẫn được bồi dưỡng tư duy sáng tạo.
Quân đội Mỹ đã triển khai các loại máy móc như Packbot (robot điều khiển bằng tay) mà có tay cầm điều khiển được thiết kế như tay cầm chơi game để khiến nó quen thuộc hơn với các tân binh.
Theo nghiên cứu đã được thảo luận ở Hội nghị của Hiệp hội Tâm Lý Học Mỹ năm 2008, các trò chơi video hiện đại có thể tăng cường sự lanh lẹ ở game thủ cũng như khả năng giải quyết các vấn đề của họ. Một nghiên cứu trên 33 bác sĩ nội soi cho thấy rằng những ai chơi trò chơi video nhanh hơn 27% với các quy trình phẫu thuật tiên tiến và thao tác 37% ít lỗi hơn so với những người không chơi game. Một nghiên cứu thứ 2 trên 303 bác sĩ nội soi(82% là nam giới, 18% nữ giới) cũng cho thấy rằng bác sĩ nội soi chơi trò chơi video yêu cầu khả năng không gian và sự khéo léo của đôi tay, sau đó họ phải thực hiện một mũi khoan kiểm tra những kỹ năng này kết quả nhanh hơn đáng kể trong lần trước của họ và trên tất cả 10 thử nghiệm đều có kết quả cao hơn so với các bác sĩ phẫu thuật mà không chơi game trước đó.
Trong khi nhiều nghiên cứu đã phát hiện tinh thần tốt hơn giữa các game thủ chơi game thường xuyên, nghiên cứu của Walter Boot ở Đại học bang Illinois cho thấy rằng không một game thủ nào lại không cải thiện trí nhớ hoặc khả năng xử lý nhiều nhiệm vụ (xử lý đa nhiệm) sau 20 tiếng chơi ba game khác nhau. Nghiên cứu cho thấy rằng "các cá nhân với kỹ năng tốt hơn có nhiều khả năng đã chọn chơi game như một hoạt động thường xuyên".

### Tranh cãi
Cũng giống như các hình thức liên quan của phương tiện truyền thông, trò chơi video cũng là chủ đề của các tranh luận và kiểm duyệt thường xuyên, do sự mô tả các hình ảnh bạo lực, yếu tố giới tính, quảng cáo trong game, sử dụng ma túy, rượu hay thuốc lá, xì gà, hoặc sử dụng ngôn từ thô tục trong một số game. Cùng với những thứ khác, chỉ trích trò chơi video thường là các hội phụ huynh, các chính trị gia, các tổ chức tôn giáo, và các nhóm tuyên truyền, mặc dù tất cả các điều chỉ trích này có thể tìm thấy ở tất cả các loại hình giải trí và truyền thông. Các trò chơi khác nhau đã bị cáo buộc gây nghiện và thậm chí cả hành vi bạo lực, mặc dù có điều này vẫn còn đang được tranh luận gay gắt. "Kiểm duyệt trò chơi video" được định nghĩa như là việc sử dụng của chính phủ hoặc nhóm quyền lực để kiểm soát cách chơi, phân phối, mua hoặc bán trò chơi video hay game máy tính. Trò chơi video gây tranh cãi trong nhiều hình thức, và kiểm duyệt là một chủ đề gây tranh cãi. Những người ủng hộ và phản đối kiểm duyệt thường rất kịch liệt với quan điểm cá nhân của họ.
Các quốc gia khác nhau có các tổ chức đánh giá nội dung khác nhau, như là ESRB (Entertainment Software Ratings Board- hiệp hội thẩm định các phần mềm giải trí) ở Bắc Mỹ, đánh giá phần mềm theo các nhóm tuổi và kèm theo các cảnh báo trực tiếp. Một số tổ chức này sinh ra thường là do ngành công nghiệp tự điều chỉnh (như ESRB), trong khi đó số khác lại thuộc tổ chức kiểm duyệt của Chính phủ. Phần lớn các game ghi phần thẩm định trên mặt trước của vỏ bao bì. Tuy nhiên, các bậc phụ huynh thường không phải lúc nào cũng để ý đến sự tồn tại của các phần thẩm định. Các tổ chức như What They Play và Common Sense Media có mục tiêu cung cấp hướng dẫn và lời khuyên cho các bậc phụ huynh về các thẩm định này.

## Các khía cạnh xã hội

### Phân phối và bán lẻ
Danh sách các game bán chạy nhất trên các hệ máy

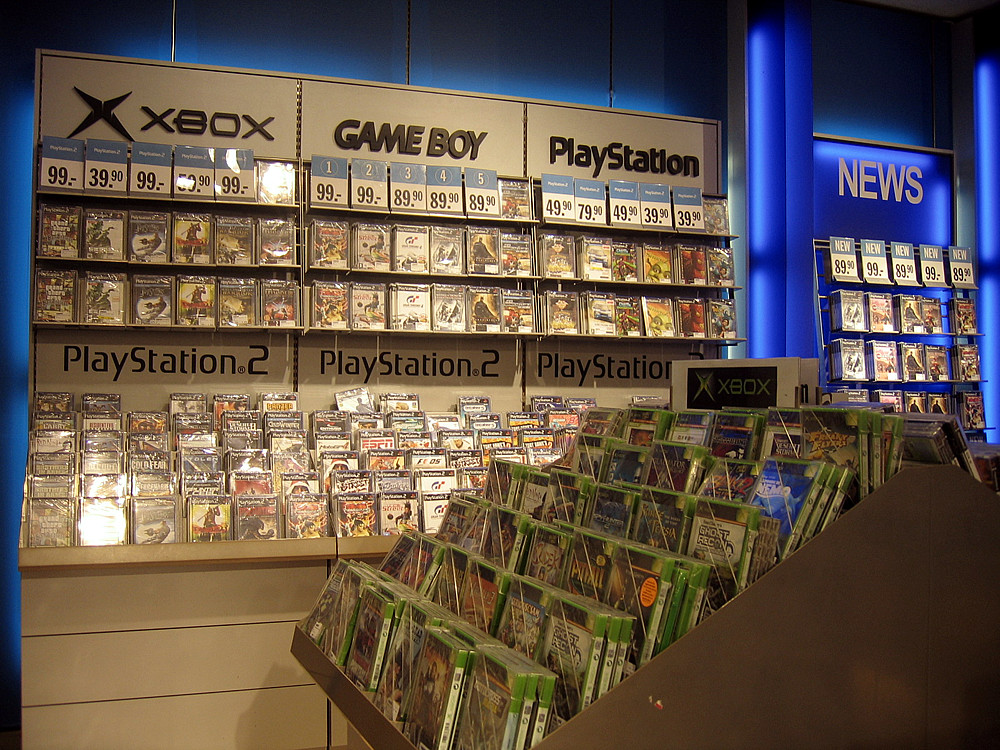
Một gian hàng bán lẻ điển hình(ở Genève, Thụy Sĩ) với một khu vực lớn trưng bày các game cho các hệ máy chính

Ba khu vực sản xuất lớn nhất và cũng là thị trường lớn nhất của trò chơi video là: (theo thứ tự) khu vực Bắc Mỹ (bao gồm Mỹ và Canada), Nhật Bản và Anh Quốc. Các thị trường quan trọng khác bao gồm Úc, Tây Ban Nha, Đức, Hàn Quốc, México, Pháp và Ý. Cả Ấn Độ và Trung Quốc đều được coi là các thị trường mới nổi trong ngành công nghiệp game và doanh số được kỳ vọng là sẽ tăng trưởng rõ rệt trong những năm sắp tới. Và Ailen thì có số lượng người sử dụng trò chơi video lớn nhất tính theo đầu người.
Doanh thu theo hệ máy của các game rất khác nhau ở các thị trường này do thói quen của người tiêu dùng địa phương. Các khách hàng Nhật Bản thường mua các game console hơn là game máy tính, với một ưu tiên mạnh mẽ cho các trò chơi phục vụ cho thị hiếu địa phương. Ở Hàn Quốc (Nam Triều Tiên), game máy tính lại được ưu tiên hơn, đặc biệt là các game nhập vai trực tuyến nhiều người chơi(MMORPG) và game chiến thuật thời gian thực. Có hơn 20.000 tiệm cafe internet ở Hàn Quốc nơi game máy tính có thể chơi và trả phí theo giờ.
Tập đoàn NPD (tập đoàn dẫn đầu Bắc Mỹ về nghiên cứu thị trường) đã nghiên cứu thị trường bán lẻ trò chơi video ở Mỹ nhiều năm. Với báo cáo năm 2004 rằng:
Phần mềm cho hệ console và hệ máy cầm tay: $6.2 tỷ, hơn 8% so với năm 2003.
Phần cứng và phụ kiện cho hệ console và hệ cầm tay: $3.7 tỷ, kém 35% so với năm 2003.
Doanh số game PC: $1.1 tỷ, kém 15% so với năm 2003.
Game PC là sản phẩm kỹ thuật số được phân phối bằng cả đường trực tiếp hay qua mạng internet như hệ thống Steam không được theo dõi bởi NPD, và Steam không lên danh sách doanh thu các game mà đã được tải về qua dịch vụ của mình. Và phân phối trái phép cũng tràn lan trên hệ PC nên doanh số game bán lẻ cho máy tính cá nhân giảm đáng kể cũng là điều dễ hiểu.
Các con số trên được tính bằng USD, không phải đơn vị. Các đơn vị vận chuyển cho mỗi danh mục hàng hóa cao hơn nhiều so với số lượng USD thu về đã chỉ ra ở trên, bởi vì nhiều phần mềm cũng như phần cứng đã giảm giá vào năm 2003. Nhưng với sự ra đời của các thế hệ console tiếp theo (Xbox 360, PS3, và Wii), các con số này tăng lên nhanh chóng. Ngành công nghiệp game và điện ảnh giờ đây cũng trở nên gắn bó với nhau, với các Tập đoàn như Sony đã có những thành công đáng kể trên cả hai. Một số lượng lớn các "phim bom tấn" mùa hè sinh ra các game cùng tên đi kèm, và thường phát hành cùng với phim để giảm giá thành quảng cáo.
Thị trường toàn cầu cho game console đã trông thấy một sự tăng trưởng trung bình 6,9% hằng năm và được kỳ vọng là sẽ thu về 34,7 tỉ USD vào năm 2012. Game bán qua mạng dự kiến sẽ tăng với tốc độ lớn hơn 16,9%, leo thang từ 6,6 tỷ USD trong năm 2008 lên 14,4 tỉ USD năm 2012. Dự kiến tăng trưởng lớn nhất, tuy nhiên lại nằm ở game trên di động với tăng trưởng đánh giá khoảng 19%; tăng từ 5.6 tỉ USD lên 13,5 tỉ trong vòng 4 năm.

### Chỉ trích
Ở Australia, Vương Quốc Anh và các khu vực khác sử dụng hệ màu ti vi PAL, nói chung khi so sánh với Mỹ, các game thủ sử dụng ti vi có hệ mã hóa màu PAL thường phải trả 40% đến 50% giá thành cho cùng một sản phẩm.
Với tiếng Anh là ngôn ngữ chính ở Úc và ở Anh nên sẽ gần như không có yêu cầu nào phải chuyển ngữ (dịch) một game được Mỹ hay Canada phát hành (mặc dù sự khác nhau ngôn ngữ giữa các địa phương vẫn có tồn tại). Sự khác biệt giữa hai hệ màu PAL và NTSC ngày nay không còn đáng kể vì phần lớn màn hình hiện nay đều có tần số quét của màn hình ít nhất là 60 Hz. Nhưng vẫn có một trở ngại pháp lý của việc phối hợp các vùng ở Úc, với hầu hết các đầu đĩa DVD được bán ra với mã vùng DVD để phù hợp với luật pháp địa phương.
Tuy nhiên, các game cho hệ console vẫn được bán với giá cao ở Australia. Một số nỗ lực đã được thực hiện để nâng cao nhận thức của vấn đề, đặc biệt là với Nintendo của Australia, với hình thức là một bản báo cáo phác thảo những vấn đề, xuất bản bởi Aaron Rex Davies. Báo cáo này đã gây được sự chú ý rất nhiều trong giới truyền thông công cộng.

## Bảo tàng Game
Có rất nhiều bảo tàng trò chơi video trên thế giới, ví dụ Bảo tàng các hệ máy Arcade ở Moskva hay Bảo tàng game máy tính tại Berlin.